# Schizonycha kocheri
Schizonycha kocheri är en skalbaggsart som beskrevs av Baraud 1980. Schizonycha kocheri ingår i släktet Schizonycha och familjen Melolonthidae. Inga underarter finns listade i Catalogue of Life.